# عزلة بني الضاحتين (إب)

تعديل مصدري - تعديل

عزلة بني الضاحتين هي إحدى عزل مديرية حبيش في محافظة إب اليمنية ويبلغ تعداد سكانها 9297 نسمة حسب التعداد السكاني في اليمن لعام 2004.

## روابط خارجية
- الجهاز المركزي للإحصاء بالجمهورية اليمنية
- المركز الوطني للمعلومات باليمن
- الدليل الشامل